# Olivier Zabat
Olivier Zabat est un artiste et réalisateur de films documentaires né à Grenoble en 1965. Il enseigne la vidéo et coordonne le pôle numérique depuis 2006 à l'École nationale des beaux-arts de Lyon.

## Filmographie sélective
- 2001 : Zona Oeste : 42 min 4/3. Portugais VOSTF.
- 2001 : La femme est sentimentale : 12 min, 4/3. Portugais VOSTF.
- 2001 : Le complexe de l'Allemand : 12 min, 4/3. Portugais VOSTF.
- 2002 : Miguel et les Mines : 50 min, 4/3.  Français, anglais VOSTF.
- 2004 : 1/3 des yeux : 70 min, 4/3. Français, anglais, albanais VOSTF.
- 2006 : Ne me touche pas, 12 min, 4/3. Français.
- 2006 : Adversaires, 13 min, 16/9. Thaï VOSTF. Avec Jonathan Muyal.
- 2007 : Yves : 74 min, 16/9. Français.
- 2010 : Fading : 59 min, 16/9. Français, polonais VOSTF.
- 2012 : Perspective du sous-sol. 28 min, 16/9. Anglais, finnois, français, VOSTF. Avec Jouko Ahola.
- 2013 : Kidding : 3 x 10 min, Thaï.
- 2013 : Silent minutes : 13 min. Split screen. Anglais, VOST. Avec Colin Bryce
- 2019 : Arguments : 108 min. Anglais, VOST.

## Diffusions et distinctions
Les films d'Olivier Zabat sont montrés en salles, à la télévision, dans des expositions d'art contemporain ou des festivals de cinéma ou de documentaire internationaux, en particulier dans les sections d'avant-garde. Olivier Zabat a été deux fois lauréat de la Villa Medicis Hors les Murs, section Art puis Vidéo, ce qui lui a permis de filmer au Brésil. En 2001, Zona Oeste a par exemple été diffusé au Festival international du film de Rotterdam (Pays-Bas) dans la section principale de courts métrages mais aussi au Walker Art Center de Minneapolis (E-U) puis, l'année suivante, au Festival du court d'Oberhausen (Allemagne). En 2002, Miguel et les Mines a été présenté au festival du film de Belfort "Entrevues" de Belfort (France) après sa première diffusion en installation à l'ARC du Musée d'art moderne de la ville de Paris et lors de l'exposition History of the modern conflict à l'Imperial War Museum de Londres (UK).
En 2004, il a obtenu le Grand Prix de la compétition française au Festival international de cinéma de Marseille (France) pour 1/3 des yeux qui sera classé dans le Top 10 des meilleurs films de l'année 2005 par les Cahiers du Cinéma. La même année, il a participé à l'exposition internationale d'art contemporain Manifesta 5 de San Sebastian, à l'exposition Unique but not only (Contemporary French Art) au Musée d'art contemporain de Canton (Chine) et à l'événement The Government à Vienne (Autriche) et à Miami (É-U). En 2006, il a pris part au Festival du Film de Prague Febiofest (République tchèque); son court Ne me touche pas a été montré dans différents lieux d'art, dont la South London Gallery et la Bischoff Weiss Gallery (UK). En 2008, son film Yves a été diffusé sur la chaîne Arte, programme La Lucarne. 
Son film Fading a été sélectionné pour la compétition Orizzonti de la 67e Mostra de Venise en 2010 et pour la compétition Ciné del Futuro du BAFICI, le Festival du cinéma indépendant de Buenos Aires (Argentine) en 2011. Il a été également montré dans le cadre de "Art in the 21th century, Day for night - Between reality and illusion"  à la Community University de New York (USA). Son film Perspective du sous-sol a été présenté en compétition au Festival de Locarno (Suisse) en 2012, dans la section Corti d'artista. En septembre 2013, il a montré trois installations vidéo à la Biennale d'art contemporain de Lofoten (Norvège) et en novembre 2013, son dernier film Silent minutes a été sélectionné en compétition de la section CinémaXXI au Festival du film de Rome (Italie). En mars 2017, des travaux vidéo issus de son projet Percepts ont été exposés au Musée d'Art Contemporain de Lyon. En août 2019, son film Arguments a eu sa Première Mondiale au Festival international du film de Locarno (hors compétition) et en février 2020, il a participé au Doc Fortinght du MoMA de New York (USA). En mars 2020, il a obtenu le Prix du Documentaire International au festival Ethnocineca de Vienne (Autriche) et en décembre, le prix Mario Ruspoli au Festival International Jean Rouch (France). En mars 2023, le festival Cinéma du Réel du Centre Georges Pompidou lui consacre une rétrospective. 

## Axes de travail
Les enjeux et formes de la représentation contemporaine du réel, en tant que fondement du processus artistique mais aussi en tant qu’expérience humaine et marqueur sociologique et politique, sont les bases de son travail. Depuis 1996, il se consacre entièrement à une démarche d’artiste et de recherche filmique indépendante, privilégiant la vidéo à la photographie car préférant « la métamorphose à la fixation ». 
Olivier Zabat travaille sur l’image dès le tournage avec des protagonistes se trouvant dans des situations de difficulté, parfois même de crise, individuelle ou collective : deuil, maladie, combat, accident, handicap, conflit, exclusion, criminalité, guerre…  Dans ceux-ci s’expriment de manière plus aiguë les moyens de résistance, de résilience et de préservation de l’intégrité de chacun, mais aussi des problématiques inhérentes à la représentation, comme l’incommunicabilité, l’anonymat, l’irreprésentable, l’obscurité, l’aveuglement, l’indicible et l’invisible. Dans tous ses films, les participants et lui-même cherchent à « voir » et à transmettre au spectateur leurs perceptions singulières. 
Depuis son premier film, Olivier Zabat s’intéresse aux principes fondateurs et aux évolutions du cinéma et des outils de représentation. Il explore différentes formes de communication et de narration cinématographique, mais également les rapports que les individus entretiennent avec leur propre image dans une culture profondément influencée par le cinéma, la télévision et les nouvelles images.

## L'éclairage de la critique
Ainsi dans Zona Oeste, sont frappants « les rapports troubles que le réel entretient avec sa mise en scène, au point qu’on ne sache plus très bien lequel est premier », mais « toujours un indicible insiste sous la peau des choses et des images » et le film « n’a qu’un horizon, le fond des choses ». Dans Miguel et les mines, « six modules autonomes se télescopent pour servir un double enjeu : comment essuyer les coups, et rendre compte d’une perception transformée par la crainte de l’explosion ? ». 1/3 des yeux peut désigner « une cécité consentie par le film, des facultés de perception diminuées et une partialité à dessein », une « réponse inattendue à l’autarcie du point de vue » avec sa forme intégrant « la charge accidentelle – parfois très poétique - comprise dans l’enregistrement même du réel, ce que Zabat appelle des « dramaturgies spontanées » [et qui] « suscite une véritable acuité chez le spectateur » : le film a pour enjeu « la construction du regard ». Dans Yves, Olivier Zabat « ne brosse pas le portrait [de cet homme], il tente de restituer le rapport, plus complexe qu’il n’y paraît, au monde ». Fading, « avec un téléphone portable et quelques jeux de clair-obscur, réaffirme la toute-puissance des images », « il s’agit d’appréhender le film comme une matière visuelle, sonore et textuelle, dans ses éclats et ses évanouissements. […] D’une histoire à l’autre un même désir d’image s’exprime, qui est aussi celui de la vision. » [...] « Très ancré dans le contemporain, Fading s’avère aussi marqué par une forme de primitivisme résidant dans cette lumière qui vacille appelée cinéma, et dans cet œil qui la regarde, l’imagine ». Quant à Perspective du sous-sol, « entre « home cinema » et « homme cinéma », Olivier Zabat s’y tient au plus près d’un acteur et strongman « répondant aux désirs d’une entité suprême nommée 7e art »... et le met à l'épreuve par un combat et un monologue, une "chorégraphie corps à corps, bizarre, réellement violente dans la lenteur et la pesanteur du conflit, toujours reposée entre résistance et épuisement, qui finit par donner (...) à la symbolique du texte un vécu documentaire et une plastique singulière". Dans Arguments, Olivier Zabat "met en scène les pans de vie que les entendeurs de voix partagent avec le reste des mortels jusqu’à ce que leur monde n’apparaisse plus comme un univers parallèle, mais comme une réalité augmentée" : l'hallucination auditive y est montrée "non comme un décollement de l’expérience sensible, mais (comme) un phénomène inscriptible dans ce que l’on nomme vulgairement le « réel », pour la matérialiser enfin et l’apprivoiser".

## Monographie
Olivier Zabat, Images & Documents, éditions ADERA, 2016.  (ISBN 978-2-917498-15-6)